# Bambiraptor
Bambiraptorul este un dinozaur terapod dromaesauridian carnivor. A trăit cu aproximativ 75 de milioane de ani în urma.  Numele complet al speciei este Bambiraptor Feinbergi, însemnând Hoțul Bambi (după personajul fictiv din filmul Bambi). 

### Descriere
Bambiraptorul avea pene și un schelet foarte similar cu cel al păsărilor moderne.Descoperirea similarităților dintre B. Feinbergi și păsările moderne dovedește faptul ca dinozaurii terapozi au evoluat în păsări.  Avea o lungime de aproximativ un metru și cântărea undeva pe la două kilograme.  

### Descoperire

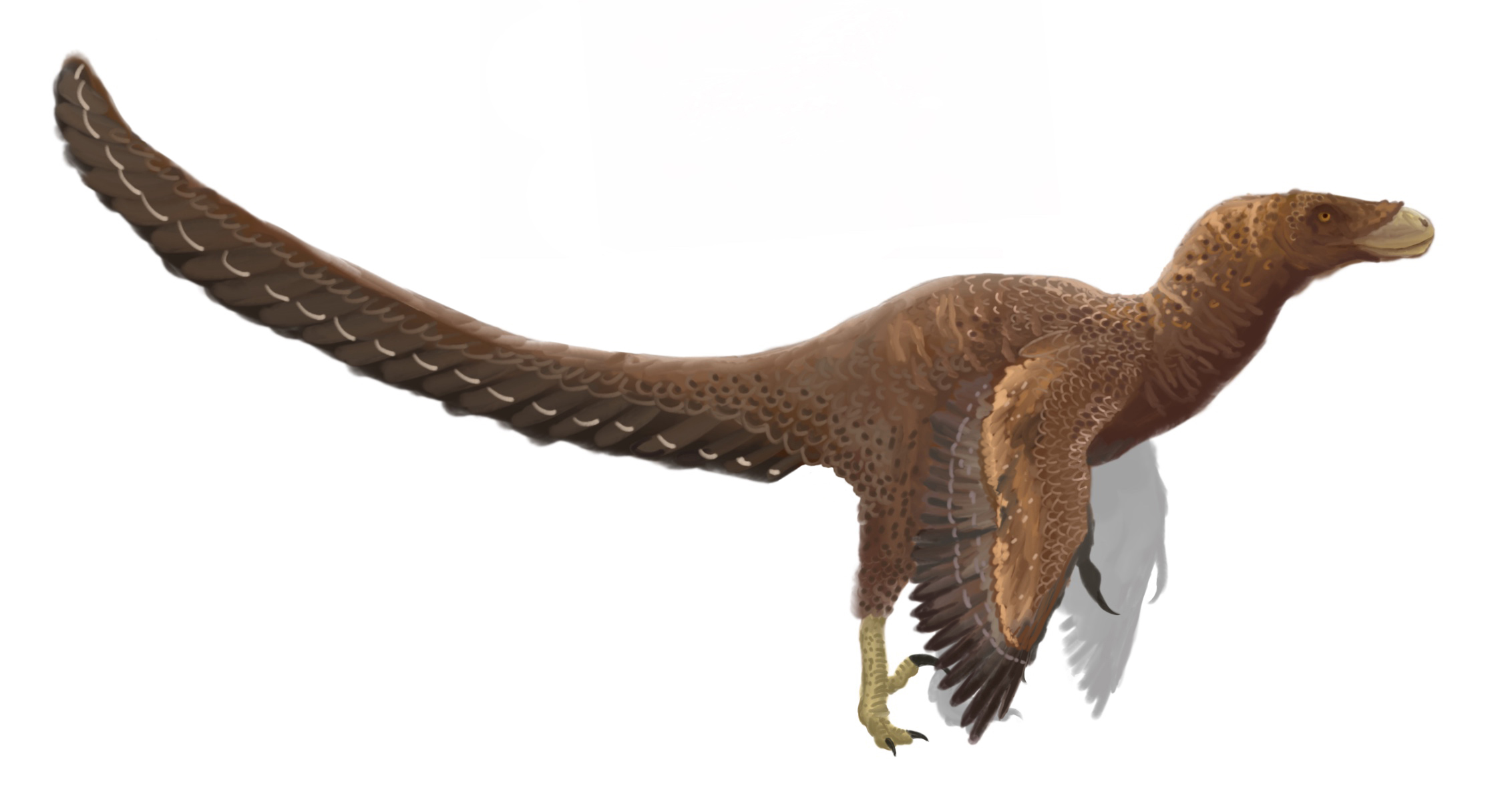
Reconstrucție a unui Bambiraptor

Primul schelet de Bambiraptor a fost descoperit de un băiat de paisprezece ani din Montana, SUA aproape de Parcul Național Glacier. Până acum, au fost găsite două specimene. Holotipul a fost numit de Bakker, Burnham, Currie, Derster, Zhou și Ostrom.